# Incancellabile
"Incancellabile" é uma canção gravada e interpretada pela cantora italiana Laura Pausini.
É o primeiro single lançado dia 26 de agosto de 1996 que antecipa o lançamento de seu 3º álbum, Le cose che vivi.

## Informações da canção
A letra foi escrita por Cheope e a música foi composta por Giuseppe Carella, Fabrizio Baldoni e Gino De Stefani.
A canção possui uma versão em língua espanhola intitulada "Inolvidable", adaptada por Badia, inserida no álbum Las cosas que vives e lançada como primeiro single na Espanha e na América Latina.
A canção possui também uma versão em língua portuguesa com o título "Inesquecível", adaptada por Cláudio Rabello, inserida na edição brasileira do álbum Le cose che vivi e lançada como primeiro single no Brasil.

## Informações do vídeo
O videoclipe de Incancellabile foi lançado em três versões: em italiano, espanhol e português, e suas gravações foram efetuadas no final de julho de 1996, sob a direção de Jaime De La Peña. Na Islândia foram filmadas cenas sobre a cratera de um vulcão adormecido na zona de Langisjor, na parte sul da ilha, e alternam entre filmagens terrestres e outras aéreas com helicóptero. Algumas cenas foram filmadas em Barcelona, na Espanha.
Em 1999, os videoclipes de Incancellabile e Inolvidable, foram inseridos no VHS Video Collection 93–99.

## Faixas
| CD single - Promo 00351 - Warner Music Itália (1996) 1. Incancellabile CD single - Promo 03396 - Warner Music Brasil (1996) 1. Incancellabile CD single - Promo 00352 - Warner Music Espanha (1996) 1. Inolvidable CD single - Promo 00352 - Warner Music México (1996) 1. Inolvidable CD single - Promo 034 - Warner Music Brasil (1996) 1. Inesquecível CD single - 0630160062 Warner Music Itália (1996) 1. Incancellabile 2. Strani amori 3. Gente (Italian Version) 4. Incancellabile (Instrumental) | CD single - 0630160059 Warner Music Europa (1996) 1. Incancellabile 2. Incancellabile (Instrumental) CD single - Promo 175079 Warner Music Europa (1996) 1. Le cose che vivi 2. Inolvidable CD single - 0630175082 Warner Music Europa (1996) 1. Le cose che vivi 2. Inolvidable 3. 16/05/74 (Italian Version) 4. Le cose che vivi (Radio Edit) CD single - Warner Music Europa (1997) 1. Inolvidable (Remix) 2. Las cosas que vives (Remix) 3. Dos enamorados (Remix) 4. Escucha a tu corazón (Remix) |

## Desempenho nas tabelas musicais
| Paradas (1996)                            | Melhor posição |
| ----------------------------------------- | -------------- |
| Bélgica (Flandres)                        | 13             |
| Bélgica (Valônia)                         | 17             |
| Estados Unidos (Billboard Latin Pop Song) | 3              |
| Estados Unidos (Billboard Latin Song)     | 13             |
| Países Baixos                             | 37             |

## Informações adicionais
Incancellabile foi inserida também no álbum The Best of Laura Pausini: E ritorno da te e em versão live no DVD Live 2001-2002 World Tour e nos álbuns ao vivo Live in Paris 05, San Siro 2007, Laura Live World Tour 09 e Laura Live Gira Mundial 09.
Inolvidable foi inserida também no álbum Lo Mejor de Laura Pausini: Volveré junto a ti e em versão live no DVD Live 2001-2002 World Tour.
Em 1996, Incancellabile foi utilizada na trilha sonora da novela brasileira Salsa e Merengue.
Em 1997, a dupla Sandy & Junior regravou a versão Inesquecível, que foi inserida em seu 7º álbum intitulado Sonho Azul, e o cantor americano Frankie Negrón regravou "Inolvidable" em versão salsa, que foi inserida em seu álbum Con amor se gana.